# Fatica (scienza dei materiali)
La fatica o stanchezza è un fenomeno meccanico di progressiva degradazione di un materiale sottoposto a carichi variabili nel tempo (in maniera regolare o casuale) che può portare alla sua rottura (cedimento a fatica o rottura per fatica) anche se sia rimasto nel suo limite d'elasticità, cioè nonostante durante la vita utile del materiale l'intensità massima dei carichi in questione si sia mantenuta a un valore sensibilmente inferiore alla tensione di rottura o di snervamento statico (in assenza di cicli di sforzo) del materiale stesso.
Storicamente scoperta e studiata come fenomeno prettamente metallurgico (quindi nell'ambito dei materiali metallici), in seguito il termine "fatica" è stato usato anche per le altre classi di materiali, come i materiali polimerici o i materiali ceramici.
Si stima che la fatica sia il fenomeno responsabile della grande maggioranza dei cedimenti degli organi di macchine in materiale metallico in fase di esercizio: approssimativamente il 90% delle rotture segue i tratti caratteristici del cedimento a fatica.

## Classificazione
A seconda della causa scatenante il fenomeno della fatica si può distinguere in:
- Fatica meccanica: dovuta a sollecitazioni meccaniche ripetute
  - Fatica da vibrazione
  - Fatica a corrosione
- Fatica termica: dovuta a variazioni termiche ripetute, che inducono nel materiale stati alternanti di tensione e compressione.

## Curve di Wöhler e limite di fatica

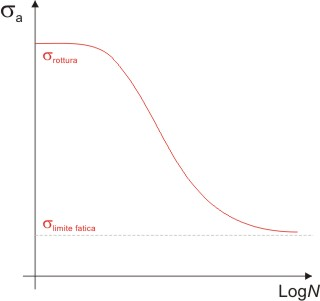
Esempio di generica curva di Wöhler: si nota che per numero di cicli nullo la curva interseca l'asse delle ordinate in corrispondenza del carico di rottura statica

I primi studi intorno alla fatica vennero compiuti alla fine del secolo XIX, in seguito a una serie di rotture "inspiegabili" di assi ferroviari progettati per resistere a carichi (statici) ben superiori a quelli cui invece avveniva la loro rottura improvvisa in esercizio. August Wöhler intuì che il fenomeno era dovuto alla natura ciclica del carico cui l'assale era sottoposto (flessione rotante) e tentò di ricostruire lo stato di sollecitazione in laboratorio, mettendo in relazione l'ampiezza massima del ciclo di sollecitazione con il numero di cicli che il pezzo sopportava prima della rottura: ne ricavò una serie di curve su base statistica che sono chiamate "diagrammi di Wöhler" e costituiscono lo strumento base per la progettazione di componenti meccanici sollecitati a fatica.
Ad esempio un pezzo in grado di resistere a 50 kg/mm² in maniera statica (cioè in assenza di cicli di sforzo) può scendere a soli 10–12 kg/mm² se sottoposto a oltre 100 milioni di cicli. La curva di Wöhler divide il piano in due parti: per qualsiasi condizione al di sopra della curva il pezzo va incontro a rottura per fatica, mentre per qualsiasi condizione al di sotto della curva il pezzo non va incontro a rottura per fatica.
Da questi diagrammi si evidenzia per alcuni materiali l'esistenza di un limite inferiore di sforzo massimo al di sotto del quale il materiale non si rompe per effetto di fatica nemmeno per un numero "molto alto" (idealmente infinito) di cicli. Questo valore dello sforzo è detto limite di fatica del materiale. Nella pratica ingegneristica, il limite di fatica viene determinato per un numero ben preciso di cicli, che anche se non è infinito, corrisponde a un numero particolare elevato. Ad esempio nel caso di leghe di rame il limite di fatica si riferisce a 100 milioni di cicli.
Va sottolineato che i valori ottenuti tramite la curva di Wöhler sono relativi ai provini adoperati durante la prova; per lo specifico componente meccanico, si introducono diversi coefficienti correttivi che tengono conto di processi di lavorazione (e possibili stati tensionali residui), dimensioni, condizioni di esercizio, intensificazione delle tensioni in corrispondenza di intagli, e altri fattori che possono influenzare la resistenza a fatica del componente stesso.

## Meccanismo del danneggiamento per fatica

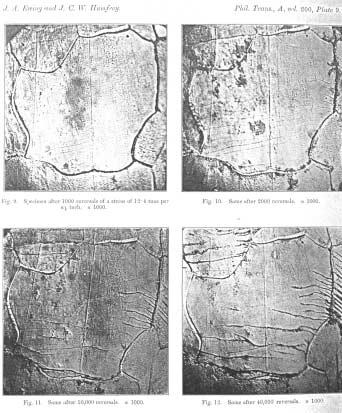
Micrografie che evidenziano la crescita delle microfratture all'interno di un materiale all'aumentare del numero di sollecitazioni (Ewing & Humfrey, 1903)

Nel caso dei materiali metallici, la fatica è legata ai fenomeni di micro-deformazioni plastiche cicliche locali indotte dal ciclo di sollecitazioni. Esse sono dovute al fatto che, per effetto di vari tipi di microintagli e/o discontinuità (bordi di grano, inclusioni non metalliche, composti interstiziali, rugosità superficiali), il valore dello sforzo può superare localmente il carico di snervamento, anche se il carico macroscopico esterno rimane sempre al di sotto di esso.
In particolare il danneggiamento per fatica procede attraverso i seguenti stadi:
- innesco della frattura: questo primo stadio, detto anche di assestamento microstrutturale, ha l'effetto di stabilizzare il ciclo di isteresi plastica della massa metallica (restringendolo o allargandolo a seconda dei materiali, se prevale l'incrudimento o l'addolcimento) e, di conseguenza, di stabilizzare alcune caratteristiche meccaniche e fisiche dello stesso. Slittamenti "disordinati" dei piani cristallini del metallo si localizzano in bande disposte a 45° rispetto alla direzione dello sforzo applicato, generando microintrusioni e microestrusioni. La frattura si innesca quasi sempre sulla superficie del pezzo ed è dovuta a irregolarità superficiali di qualsiasi tipo, ad esempio microcricche e microintagli. Anche se la superficie viene lappata e sono eliminate tutte le irregolarità che possono innescare la frattura, il materiale ricrea da sé le irregolarità. Infatti anche se il carico è inferiore a quello di snervamento, localmente si manifestano tensioni superiori che innescano fenomeni di scorrimento; ciò causa la nascita di protuberanze sulla superficie del materiale. Anche quando si inverte la tensione σ, le protuberanze non rientrano, perché formano ossidi che ne impediscono i movimenti e perché essendo incrudite per farle rientrare ci vorrebbe una σ maggiore.
- Nella successiva fase di nucleazione le microintrusioni e microestrusioni determinano l'innesco del danneggiamento per fatica. Infatti sul fondo di tali microintrusioni gli sforzi risultano amplificati per effetto d'intaglio, per cui il materiale in quel punto cederà facilmente e si formeranno delle microcricche. Queste tendono a riunirsi, andando a formare la cricca vera e propria, che si considera ormai nucleata quando raggiunge la profondità di circa 0,1 mm.
- Propagazione della cricca: la cricca si propaga per un piccolo tratto lungo la direzione 45° dei difetti di estrusione, poi il suo cammino prosegue in direzione ortogonale alla direzione esterna. In particolare dopo la nucleazione della cricca, la sua propagazione avviene in maniera transgranulare (come una frattura fragile) e in senso perpendicolare a quello del massimo sforzo (non più a 45°); a ogni ciclo di sforzo la cricca avanza di un "passo" e lascia a volte tracce caratteristiche, dette "striature". All'apice della cricca si ha intensificazione degli sforzi. Se il materiale è tenace, si ha deformazione plastica e propagazione della cricca come nella frattura duttile; aumenta il raggio di plasticizzazione all'apice della cricca e di conseguenza σ max diminuisce (< σs), arrestando la cricca stessa. Questo arrestarsi e ripartire della cricca per ogni ciclo dà origine alla formazione delle linee di spiaggia tipiche della zona di propagazione.
- Frattura finale: l'avanzare della cricca porta a una progressiva diminuzione di sezione resistente; quando la sezione resistente si riduce e la dimensione della cricca raggiunge il valore della sezione critica del materiale, si ha la frattura finale di schianto per sovraccarico (statico).

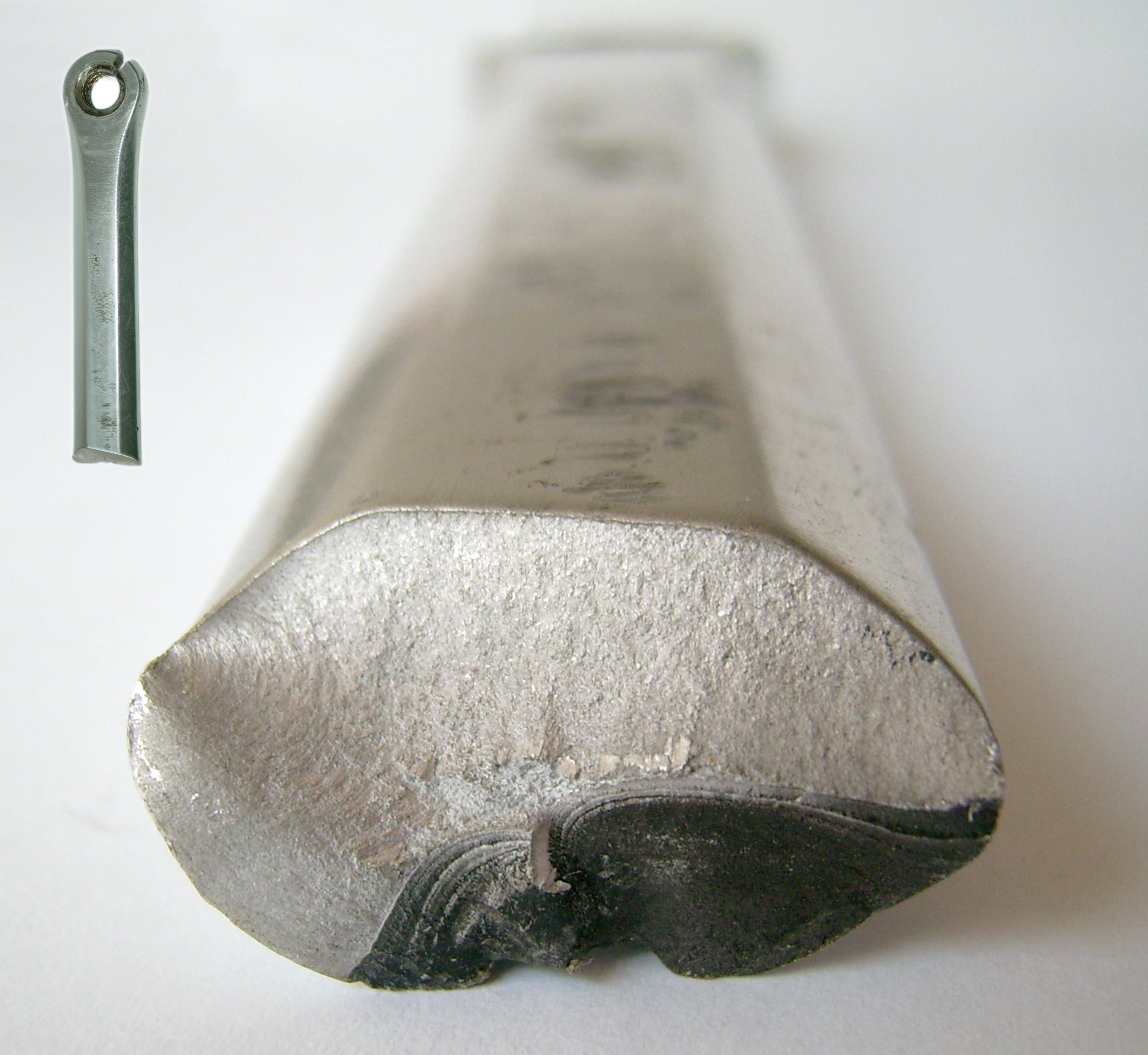
Esempio di rottura di un pezzo che è andato incontro a cedimento per fatica

La propagazione della frattura è facilmente osservabile in qualunque oggetto rotto a fatica. Un oggetto rotto a fatica presenterà infatti due superfici diverse in corrispondenza della sezione di rottura:
- superficie criccata: parte della superficie rotta perfettamente liscia, vellutata e lucida alla vista;
- superficie di rottura per schianto: parte rugosa discontinua e piena di piccoli crateri e opaca alla vista, questa parte della rottura è avvenuta per sovraccarico e può presentare la strizione.

## Fattori metallurgici di influenza
Il limite di fatica è correlato alla tensione di rottura Rm e indirettamente ai fattori che la modificano, che sono:
- composizione: per Rm non troppo elevato, la composizione non influisce particolarmente, mentre con Rm elevato si nota una maggiore resistenza a fatica degli acciai legati;
- dimensione della grana cristallina: mediamente una struttura fine comporta l'aumento di Rm e quindi del limite di fatica;
- morfologia: strutture globulari e lamellari (al decrescere della distanza delle lamelle) sono favorite; la struttura migliore è quella della sorbite; l'austenite residua e le inclusioni non metalliche sono fattori negativi;
- la fibratura comporta una minore resistenza a fatica per un provino ricavato trasversalmente alla direzione di laminazione;
- incrudimento: nonostante esso provochi l'aumento di Rm, non è consigliabile in quanto collateralmente causa l'aumento della difettosità e quindi delle microcricche.

Dunque le strutture non omogenee e lamellari creano maggiori concentrazioni di sforzi nel materiale e sono quindi più rischiose; ad esempio la perlite ha una struttura che peggiora la resistenza alla fatica.
In genere gli acciai da bonifica sono più resistenti a frattura fragile.
Le inclusioni sono dannose se in quantità e con geometria lamellare. In linea di massima è quindi più resistente un pezzo ottenuto per solidificazione sottovuoto rispetto a un pezzo ottenuto per colata.

## Fattori meccanici di influenza
Si considerano come fattori meccanici tutti quelli legati all'esercizio e al dimensionamento del pezzo metallico.
- Dato che la cricca inizia spesso sulla superficie del pezzo, l'estensione di quest'ultima è proporzionale alla probabilità d'innesco. È fondamentale la finitura superficiale: In genere si definisce limite di fatica teorico, la grandezza Lf= σR/2, questo è però un dato molto indicativo, che si usa quando le curve di Wöhler non sono note e per materiali di uguale struttura e composizione.

È necessario eliminare i solchi lasciati dagli utensili di lavorazione, in quanto in essi si crea una concentrazione di tensioni. Comunque una superficie ben levigata apporta significativi vantaggi solo su pezzi in acciai ad alta resistenza, per i quali è quindi indispensabile una accurata lavorazione. Si sottolinea poi che è importante pure evitare che una successiva corrosione crei irregolarità superficiali.
- È favorevole la presenza di stati di tensioni residue di compressione superficiale: essi si oppongono infatti all'intensificazione degli sforzi, in trazione, all'apice della cricca, rendendo più difficoltoso il raggiungimento di σs. Stati di tensioni superficiali si ottengono con tempra superficiale, nitrurazione, cementazione e trattamenti meccanici di deformazione (pallinatura, rullatura o smerigliatura). Bisogna solo porre attenzione a non favorire la formazione di microcricche sotto pelle.
- Al crescere della temperatura diminuisce Rm e quindi la resistenza a fatica (solo l'acciaio al carbonio porta un'eccezione, quando tra i 100 e i 300 °C presenta un aumento di resistenza); se però essa diminuisce troppo i vantaggi sono ridotti o annullati dall'aumento del coefficiente di sensibilità all'intaglio. Inoltre per temperature particolarmente basse si verifica il fenomeno della fragilizzazione che consiste in una brusca riduzione delle caratteristiche duttili del materiale al punto che la tensione di rottura del materiale va a coincidere prima con quella di snervamento inferiore e poi per temperature ancora più basse con la tensione di snervamento superiore. Laddove si verifica rottura senza strizione (nel caso di una prova di trazione) si fissa la "temperatura di duttilità nulla del materiale".
- In fase di progetto e costruzione è sempre bene evitare difetti di intaglio, spigoli, variazioni di sezione, comunque è sempre bene fare raccordi con raggi significativi.

La cosa più importante comunque è la finitura superficiale. Si ha una diminuzione notevole del limite di fatica man mano che aumentano le irregolarità superficiali. Un'azione molto accentuata nell'abbassare il limite di fatica è svolta da una corrosione che sia contemporanea alla sollecitazione di fatica tanto è vero che il danneggiamento continua a crescere con il numero di cicli qualunque sia la sollecitazione applicata.
Anche la forma del pezzo ha importanza sulla vita a fatica: ogni lieve variazione di sezione, determinando delle concentrazioni di tensioni e localizzando le deformazioni, agisce sempre nel senso di una netta diminuzione del limite di fatica, per questo hanno un'azione dannosa fori, intagli e spigoli vivi.

## Trattamenti preventivi
Le cricche di fatica nucleano quasi sempre (eccetto alcuni casi tipici, come la fatica per contatto ciclico negli ingranaggi) su una superficie libera del pezzo in questione: questo per un concorso di cause (in superficie sono in genere massimi gli sforzi dovuti a flessione o torsione; in superficie sono in genere presenti difetti microscopici come la rugosità superficiale che fungono da microintagli e favoriscono l'innesco...). Per prevenire il danneggiamento per fatica o per migliorare la resistenza a esso in genere si ricorre a trattamenti quali:
- rullatura o pallinatura, che creano sforzi residui di compressione sulla superficie, i quali tendono a richiudere eventuali microcricche e rallentano l'evoluzione del danneggiamento;
- carbocementazione, nitrurazione o tempra superficiale, per indurire (e quindi rinforzare) lo strato superficiale del pezzo senza infragilirne il cuore;
- rettifica o lappatura, per ridurre al minimo le rugosità superficiali.

È inoltre necessario, in fase di progettazione di un componente che dovrà resistere a fatica, curare bene il disegno dello stesso in modo che non presenti intagli o brusche variazioni di sezione che possano amplificare localmente gli sforzi e in tal modo favorire la nucleazione di cricche di fatica.

## Analisi di una rottura per fatica

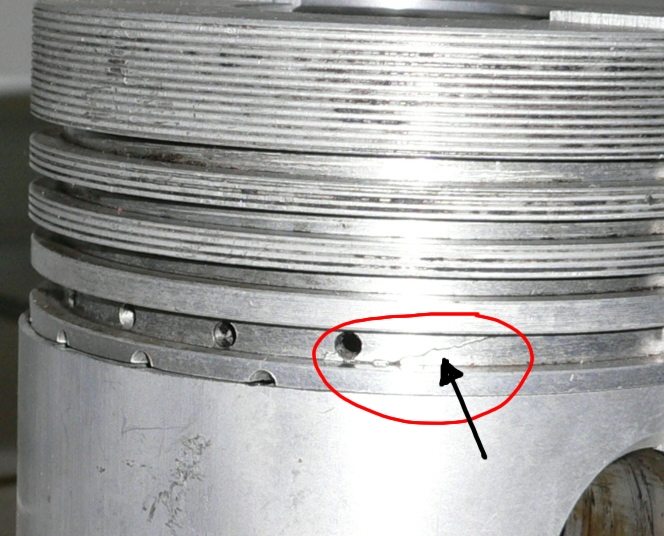
Cricca su di un pistone

Un pistone in alluminio di un motore Diesel a iniezione diretta, presenta una cricca all'interno di una cava del segmento; in prossimità si trova pure un foro di lubrificazione. La causa di innesco della cricca può ragionevolmente essere la concentrazione degli sforzi, infatti localmente sono presenti diversi spigoli vivi.
Sezionando il pezzo in questione e osservando la superficie fessurata si possono notare i segni caratteristici di una rottura per fatica: le linee di cresta e le linee di arresto frontali (linee di spiaggia).

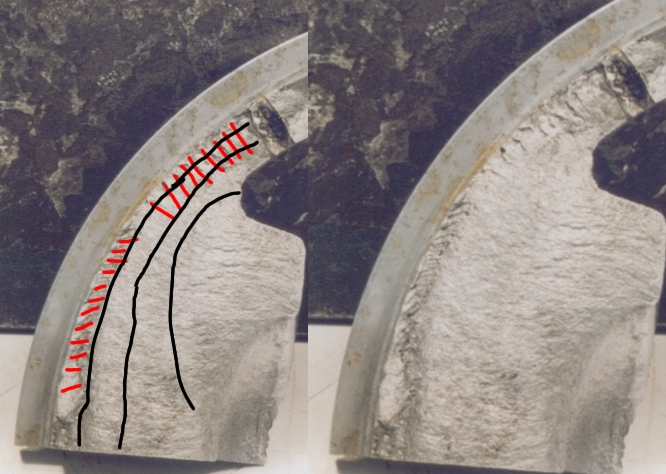
Linee caratteristiche di frattura

Nell'immagine sono evidenziate in rosso le linee di cresta, tipiche della nucleazione: infatti hanno origine proprio dalla gola, e si nota un'intensificazione in prossimità del foro (effetto intaglio). Le linee nere, dette linee di arresto frontali, rappresentano l'avanzamento del fronte di frattura.
Un ingrandimento al microscopio metallografico permette di visualizzare ancora più in dettaglio le linee di cresta alla periferia, mentre le linee di arresto si possono notare come variazione di luminosità della superficie (dovuta al cambio di piano).

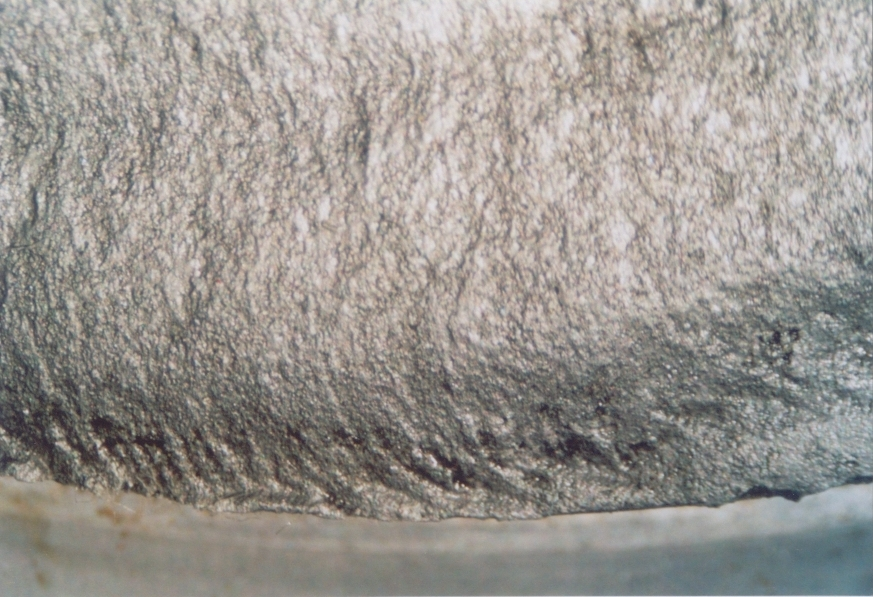
Ingrandimento al microscopio metallografico

La zona di cedimento fragile non si nota in quanto non si è avuta rottura completa del pezzo: infatti la sezione resistente a geometria toroidale ha conservato la sua integrità per un settore ben maggiore di quello fessurato.
Evidentemente i carichi statici non hanno superato il limite di resistenza della sezione residua, quindi non si è avuto una rottura di schianto.

## La fatica nei materiali polimerici
Per i materiali polimerici, il fenomeno della fatica è complicato dalla loro natura viscoelastica. La dipendenza dal tempo della risposta del materiale in termini di deformazioni a uno sforzo applicato fa sì che, sottoposto a un carico ciclico variabile sinusoidalmente, a regime, un materiale polimerico presenterà uno sfasamento "delta" tra l'andamento degli sforzi applicati e quello delle deformazioni. L'entità di questo sfasamento dipende da quanto il comportamento sia elastico piuttosto che viscoso: nei casi limite, lo sfasamento sarà nullo (comportamento perfettamente elastico) o pari a un quarto di periodo (comportamento perfettamente viscoso).

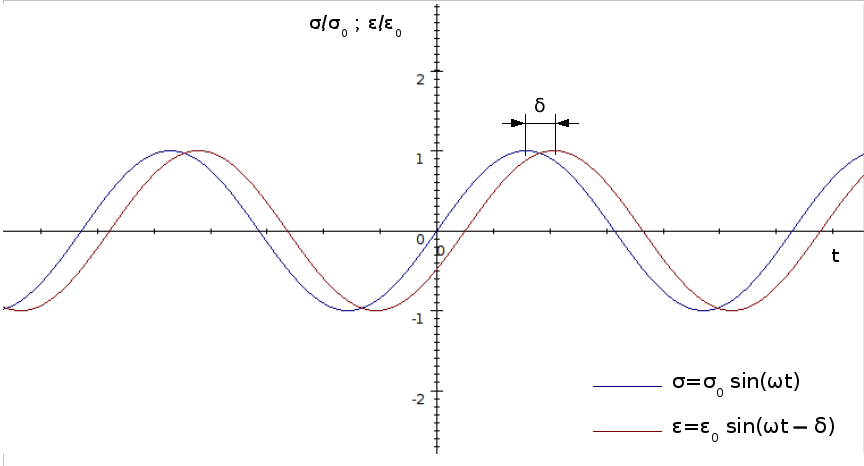
Andamento temporale di sforzi e deformazioni in un materiale viscoelastico sollecitato ciclicamente: si noti lo sfasamento "delta"

Questo sfasamento fa sì che, a ogni ciclo di sollecitazione, il materiale rilasci energia a causa dell'isteresi viscoelastica: questa energia viene dissipata sotto forma di calore, che può anche essere considerevole e portare il polimero, localmente, a superare la temperatura di transizione vetrosa.

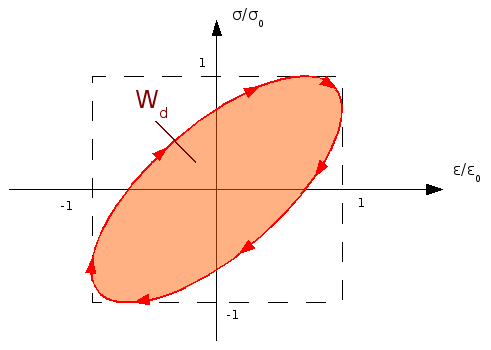
Ciclo di isteresi viscoelastica in un materiale polimerico sollecitato ciclicamente: l'area racchiusa dal ciclo corrisponde all'energia specifica dissipata

L'insorgere di fenomeni termici di questa entità sposta il problema dal piano puramente meccanico della fatica a quello dei fenomeni termici: il materiale scaldandosi sempre di più cede per creep, o per rammollimento locale, piuttosto che per fatica. In questo caso si parla di "cedimento termico per fatica".
Se invece il ciclo di isteresi è sufficientemente ridotto o il materiale ha proprietà termiche tali da consentirgli di dissipare il calore prodotto in maniera stabile, raggiungendo una temperatura di equilibrio non troppo elevata, allora a prevalere è l'aspetto meccanico del fenomeno, e si parla di "cedimento meccanico per fatica".